# Elonus basalis
Elonus basalis är en skalbaggsart som först beskrevs av Leconte 1855.  Elonus basalis ingår i släktet Elonus och familjen ögonbaggar. Inga underarter finns listade i Catalogue of Life.